# Trung Chánh, Vũng Liêm
Trung Chánh là một xã cũ thuộc huyện Vũng Liêm, tỉnh Vĩnh Long, Việt Nam.

## Địa lý
Xã Trung Chánh có diện tích 12,24 km², dân số năm 1999 là 6.528 người, mật độ dân số đạt 533 người/km².

## Hành chính
Xã Trung Chánh được chia thành 7 ấp: Bà Đông, Bà Phận, Chợ Mới, Quang Đức, Quang Trạch, Rạch Chim, Rạch Rô.

## Lịch sử
Ngày 6 tháng 12 năm 2019, Hội đồng Nhân dân tỉnh Vĩnh Long ban hành Nghị quyết 228/NQ-HĐND về việc sáp nhập toàn bộ ấp Rạch Dung vào ấp Quang Đức.